# George E. Smith
George E. Smith (anglès: George Elwood Smith)  (White Plains, 10 de maig de 1930 - Barnegat, 28 de maig de 2025) va ser un físic estatunidenc, coinventor del sensor CCD, fet que li valgué rebre el premi Nobel de Física del 2009.